# Občina Nova Bukovica
Nova Bukovica je ena izmed občin na Hrvaškem, katere središče je istoimensko naselje v Virovitiško-podravski županiji.

## Geografija
Občino s površino 76,43 km² sestavlja osem naselij.

## Demografija
V osmih naseljih je leta 2001 živelo 2.086 prebivalcev.

## Naselja v občini
Bjelkovac, Brezik, Bukovački Antunovac, Dobrović, Donja Bukovica, Gornje Viljevo, Miljevci, Nova Bukovica.